# Pelophylax shqipericus
La rana albanesa (Pelophylax shqipericus) es una especie de anuro de la familia Ranidae. 

## Distribución
Se encuentra en el oeste de Albania y en el sur de Montenegro a lo largo de la costa del Adriático.
Su hábitat natural son los ríos, pantanos y marismas de aguadulce, a una altitud inferior de 500 m. 
Las mayores amenazas para esta especie es el drenaje de las zonas húmedas que habita debido a su uso agrícula o industrial y la intruduccion de especies de anuros foráneos.

## Hibridación
Esta especie parece no hibridar con otras especies de Pelophylax

## Publicacíón original
- Hotz, Uzzell, Günther, Tunner & Heppich, 1987 : Rana shqiperica, a new European water frog species from the Adriatic Balkans (Amphibia, Salientia, Ranidae). Notulae Naturae of the Academy of Natural Sciences of Philadelphia, vol. 468, p. 1-3.